# Episodi di ALF (seconda stagione)
La seconda stagione della serie televisiva ALF è stata trasmessa in prima visione negli Stati Uniti dal 21 settembre 1987 al 9 maggio 1988. In Italia, gli episodi sono stati trasmessi su Rai 2, tra il 1989 e il 1991.
L'episodio Storia di Natale, composto da due parti, è stato trasmesso su Raidue, il giorno di Natale del 1991.
| n° | Titolo originale                  | Titolo italiano                | Prima TV USA      | Prima TV Italia  |
| -- | --------------------------------- | ------------------------------ | ----------------- | ---------------- |
| 1  | Working My Way Back to You        | Bravo Alf!                     | 21 settembre 1987 | 3 aprile 1991    |
| 2  | Somewhere Over the Rerun          | L'Isola di Gilligan            | 28 settembre 1987 | 4 aprile 1991    |
| 3  | Take a Look at Me Now             | Forme di vita aliena           | 5 ottobre 1987    | 13 maggio 1991   |
| 4  | Wedding Bell Blues                | Il monaco di clausura          | 12 ottobre 1987   | 26 marzo 1989    |
| 5  | Prime Time                        | Gli indici di ascolto          | 19 ottobre 1987   | 10 aprile 1991   |
| 6  | Some Enchanted Evening            | Festa in maschera              | 26 ottobre 1987   | 5 aprile 1991    |
| 7  | Old Pretty Woman                  | Il concorso di bellezza        | 2 novembre 1987   | 1º aprile 1991   |
| 8  | Something's Wrong With Me         | Nessuno è perfetto             | 9 novembre 1987   | 2 aprile 1989    |
| 9  | Night Train                       | Correre sui binari             | 16 novembre 1987  | 22 novembre 1990 |
| 10 | Isn't It Romantic                 | La seconda luna di miele       | 23 novembre 1987  | 19 marzo 1989    |
| 11 | Hail to the Chief                 | Il dibattito elettorale        | 7 dicembre 1987   | 16 aprile 1989   |
| 12 | Alf's Special Christmas – Part 1  | Storia di Natale (Parte I)     | 14 dicembre 1987  | 25 dicembre 1991 |
| 13 | Alf's Special Christmas – Part 2  | Storia di Natale (Parte II)    | 14 dicembre 1987  | 25 dicembre 1991 |
| 14 | The Boy Next Door                 | Il ragazzo della porta accanto | 4 gennaio 1988    | 23 aprile 1989   |
| 15 | Can I Get a Witness?              | Non sono colpevole             | 11 gennaio 1988   | 12 marzo 1989    |
| 16 | We're So Sorry, Uncle Albert      | Zio Albert                     | 25 gennaio 1988   | 30 aprile 1989   |
| 17 | Someone to Watch Over Me – Part 1 | La sentinella (Parte I)        | 8 febbraio 1988   | 21 maggio 1989   |
| 18 | Someone to Watch Over Me – Part 2 | La sentinella (Parte II)       | 15 febbraio 1988  | 28 maggio 1989   |
| 19 | We Gotta Get Out of This Place    | Una sistemazione temporanea    | 22 febbraio 1988  | 14 maggio 1989   |
| 20 | You Ain't Nothin' But a Hound Dog | Il dramma della gelosia        | 29 febbraio 1988  | 2 aprile 1991    |
| 21 | Hit Me With Your Best Shot        | Campioni in carica             | 7 marzo 1988      | 4 giugno 1989    |
| 22 | Movin' Out                        | La promozione                  | 14 marzo 1988     | 11 giugno 1989   |
| 23 | I'm Your Puppet                   | Chi è il burattino?            | 21 marzo 1988     | 9 aprile 1989    |
| 24 | Tequila                           | Tequila                        | 28 marzo 1988     | 18 giugno 1989   |
| 25 | We Are Family                     | Alf & Company                  | 2 maggio 1988     | 25 giugno 1989   |
| 26 | Varsity Drag                      | Alf cerca lavoro               | 9 maggio 1988     | 7 maggio 1989    |